# X Corpo d'armata
Il X Corpo d'armata fu una grande unità del Regio Esercito italiano attivo principalmente durante la prima guerra mondiale e la seconda guerra mondiale. Fu di sede dal 1877 a Palermo e quindi dal 1926 a Napoli.

## Storia
Il corpo d'armata trae le proprie origini dal Comando X Corpo d'Armata ( X C.A.) costituito a Palermo in applicazione dell'istituzione dei comandi di corpo d'armata, secondo il decreto del 22 marzo 1877. Con decreto 8 luglio 1883 l'VIII C.A. di Napoli viene ridenominato X C.A. (a Palermo viene stabilito il XII C.A.). 
Allo scoppio della prima guerra mondiale il X C.A. viene mobilitato e combatte sul Carso, sugli Altipiani e sul Piave fino a Vittorio Veneto.
Dopo il conflitto il X è ancora rinumerato il VIII (7 gennaio 1923) e quindi definitivamente confermato in X (11 marzo 1926) nella sede di Napoli con alle dipendenze i Comandi delle Divisioni territoriali 25^ di Napoli, 26^ di Salerno e 27^ di Catanzaro.
Nel 1940, con l'entrata in guerra dell'Italia a fianco dell'alleato tedesco, il X Corpo d'Armata è inizialmente dislocato in Nord Africa, nella zona di Tripoli. Nel mese di dicembre dello stesso anno riceve ordine di trasferimento nella zona Mellaha-Tagiura, per poi essere nuovamente trasferito nel mese di febbraio del 1941 nei pressi di Buerat el Hsum.
Dal marzo al maggio del 1942 il corpo svolge attività operativa varia. Durante la seconda offensiva italo-tedesca nel mese di giugno, entra in Egitto attestandosi nelle posizioni avanzate di El Alamein. Nel mese di ottobre, il Corpo d'Armata è posizionato in prima linea tra El Mireir e Qaret el Himeimat. Dal 22 ottobre al 4 novembre, nel corso della seconda battaglia di El Alamein, respinge gli attacchi inglesi, subendo però gravi perdite, mentre le tre divisioni dipendenti 27ª Divisione fanteria "Brescia", 17ª Divisione fanteria "Pavia" e 185ª Divisione paracadutisti "Folgore" vengono distrutte. A partire dal 5 novembre, inizia il movimento di ritirata in direzione di Fuka. Le ultime unità sono raggiunte e catturate la mattina del 7 novembre del 1942 e, conseguentemente, il corpo d'Armata viene sciolto momentaneamente per eventi bellici nel mese di dicembre.
Nel 1943 viene reistituito come Forza armata della Campania, per poi divenirne dal 15 luglio Comando Militare.
A partire dal 13 gennaio 1945 diviene X Comando Territoriale del Regio Esercito.

## Composizioni

### 1919-1926
X Corpo d'Armata di Palermo
- Div. fant. Palermo (29ª)
- Div. fant. Messina (30ª)

### 1926-1940
Corpo d'Armata di Napoli (X)
- Div. fant. Napoli (25ª) poi Volturno
- Div. fant. Salerno poi Asti (26ª)  poi Assietta
- Div. fant. Catanzaro (27ª)  poi Sila

### 1940-1942
- 25ª Divisione fanteria "Bologna"
- 55ª Divisione fanteria "Savona"
- 60ª Divisione fanteria "Sabratha"
- 27ª Divisione fanteria "Brescia"
- 17ª Divisione fanteria "Pavia"
- 185ª Divisione paracadutisti "Folgore"

## Comandanti (1940-1942)
- Generale di Corpo d'armata Alberto Barbieri (10 giugno 1940 - 4 agosto 1941)
- Generale di Divisione Luigi Nuvoloni (24 agosto - 12 dicembre 1941)
- Generale di Corpo d'armata Benvenuto Gioda (13 dicembre 1941 - 16 agosto 1942)
- Generale di Corpo d'armata Federico Ferrari Orsi (17 agosto - 18 ottobre 1942)
- Generale di Divisione Enrico Frattini (interinale)
- Generale di Corpo d'armata Edoardo Nebbia (24 ottobre - 7 novembre 1942)